# 三一五事件
三一五事件是指1928年3月15日，日本政府镇压社会主义者和共产主义者的事件，事件中被捕的人物包括马克思主义经济学家河上肇。

## 背景
日本共产党在1922年成立后即被取缔并被迫转入地下活动，但由于1920年代日本动荡的社会和经济环境，日本共产党仍然发展壮大起来。1928年2月日本举行大选，这是实行普选制后的第一次大选，日本共产党公开地支持合法的社会主义和劳工导向的政党，这些政党在国会取得席位后引发了震动，首相田中义一政府（以1席优势获得多数党）以1925年治安维持法为借口，下令大规模逮捕知名的共产党人和涉嫌的共产党同情者。逮捕行动遍及整个日本，共有1652人被逮捕。

## 后果
从1932年6月15日开始，东京地方法院进行了一系列公开审判，最终于1932年7月2日宣判，约500人被起诉。这些公开审判经过精心策划，以成为宣传日本共产党秘密的内部活动的舞台，日共与劳工运动和其他左翼政党的联系被披露出来，政府以此命令解散劳动农民党、全日本无产阶级青年联盟、日本劳工联盟理事会等。审判中全部被告均被判有罪，并处以严厉的刑期，放弃共产主义思想的人得到了宽恕和减刑。这也是旨在使前左派分子重新融入主流社会的“转向政策”的开始，有部分观点认为，正是因为这些审判，首相田中得以通过立法，在已经十分严厉的治安维持法中加入死刑。
作家小林多喜二据此事件写作了《一九二八年三月十五日》。